# 슬립스트림 (영화)
슬립스트림(Slipstream)은 미국에서 제작된 안소니 홉킨스 감독의 2007년 코미디, 드라마, 판타지, SF 영화이다. 안소니 홉킨스 등이 주연으로 출연하였고 스텔라 아로야브 등이 제작에 참여하였다.

## 출연

### 주연
- 안소니 홉킨스
- 스텔라 아로야브

### 조연
- 리사 펩퍼
- 라나 안토노바
- 마이클 클락 던칸
- 도나 G. 얼리
- 피오눌라 플라나건
- 제니퍼 앤 프랭클린
- 모니카 가르시아
- 데이너 진랠리
- 게빈 그레이저
- 크리스토퍼 로포드
- 존 리틀필드
- 윌리엄 러킹
- 캠린 만하임
- 제니퍼 만
- 케빈 매카시
- S. 에파사 메커슨
- 샬린 로즈
- 크리스찬 슬레이터
- 제프리 탬버
- 스콧 L. 트레거
- 존 터투로
- 마이클 R. 로빈슨

## 제작진
- 라인프로듀서: 마이크 크로포드
- 라인프로듀서: 벳시 댄버리
- 미술: 이스마엘 카데나스
- 세트: 로라 에반스
- 의상: 줄리 웨이스
- 배역: 메리 조 슬래터

## 같이 보기
- 디트리히 본회퍼